# Aulus Didius Gallus Fabricius Veiento
Aulus Didius Gallus Fabricius Veiento († nach 98) war ein wortgewandter, geschäftstüchtiger römischer Senator und dreimaliger Konsul des 1. Jahrhunderts n. Chr.
Fabricius Veiento war vielleicht ein Sohn oder Enkel des Aulus Didius Gallus und wurde wohl von einem Fabricius Veiento adoptiert. Als Prätor unter Kaiser Nero verspottete er durch Hunderennen den Rennsport.
Im Jahr 62 wurde Fabricius Veiento verbannt, weil er, so der Historiker Tacitus,
„viel Ehrenrühriges gegen Senatoren und Priester in seinen Schriften ausgesagt hatte, denen er den Titel Testamente gegeben hatte. Außerdem behauptete der Ankläger Tullius Geminus, dass Fabricius Veiento mit Gnadenerweisen des Kaisers und Berechtigungen zur Ämterlaufbahn Handel getrieben habe. Dies war für Nero der Grund, den Vorsitz der Verhandlung zu übernehmen, und da Fabricius Veiento überführt war, verwies er ihn aus Italien und ließ seine Bücher verbrennen, die gesucht und eifrig gelesen wurden, solange man sie sich nur unter Gefahr beschaffen konnte, später ließ die Erlaubnis, sie zu besitzen, sie in Vergessenheit geraten.“

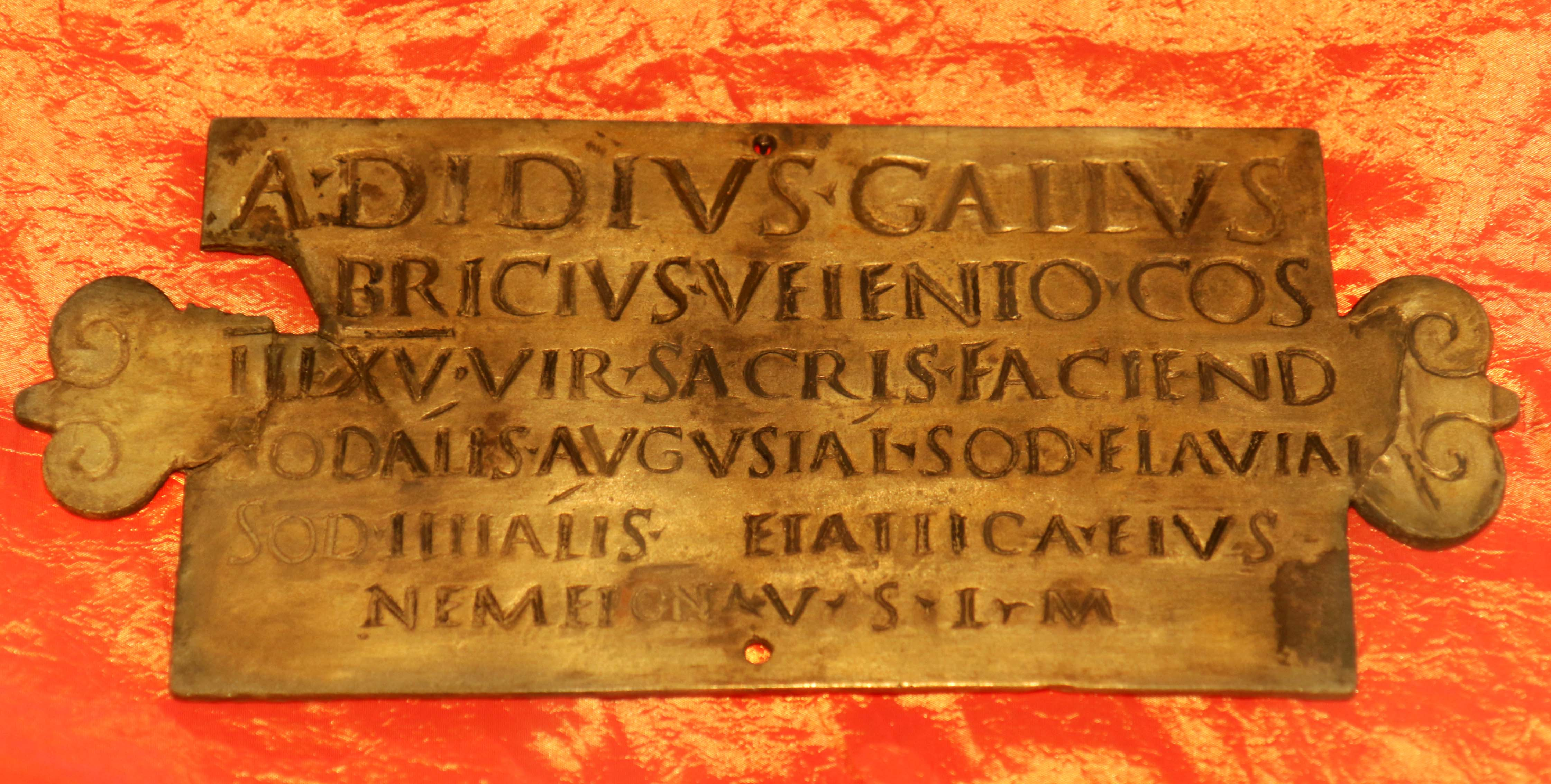
Replik einer römischen Votivtafel, die 1884 in Klein-Winternheim in den Ruinen einer Tempelanlage gefunden wurde. Fabricius Veiento hat die Tafel der keltischen Göttin Nementona gewidmet. Übersetzung: „Aulus Didius Gallus Fabricius Veiento, zum drittenmale Consul, Mitglied des heiligen Fünfzehnercollegiums, Mitglied der augustalischen, flavianischen und titialischen Gesellschaft, und seine Gattin Attica haben Nementona ihr Gelübde erfüllt, freudig und nach Gebühr.“

Von Kaiser Vespasian begnadigt, bekleidete Fabricius Veiento unter ihm sein erstes Suffektkonsulat. Unter den Kaisern Titus und Domitian war er noch zweimal Suffektkonsul, in den Jahren 80 und 83. Als comes nahm er im Jahr 83 oder 89 am Germanenkrieg Domitians teil. Bei einem in diesem Rahmen stattfindenden Besuch in Mainz brachte er ein Weihgeschenk im Tempel der vangionischen Göttin Nemetona dar, was ein Beispiel für die sehr weitreichende Akzeptanz einheimischer Götter durch die römischen Verwaltungsbeamten darstellt.
Obwohl Fabricius Veiento dem consilium (Beraterstab) Domitians angehörte, blieb er unter den Kaisern Nerva und Trajan unbehelligt. Fabricius Veiento war Mitglied der Quindecimviri sacris faciundis und sodalis Augustalis (Kaiserpriester).